# Gotarrendura
Gotarrendura es un municipio y localidad española de la provincia de Ávila, en la comunidad autónoma de Castilla y León. El término municipal tiene una población de 167 habitantes (INE 2024).

## Geografía
Se encuentra al norte de la provincia de Ávila, a 21 km de la capital y enclavada en la comarca de la Moraña. Su término limita con el de Hernansancho, Peñalba de Ávila, Las Berlanas y El Oso.

## Historia
Existen varios datos que hacen pensar que en esta población nació en 1515 Teresa de Jesús y no en Ávila capital, ya que en Ávila no existe su partida de nacimiento, y en el Libro de nacimientos de Gotarrendura faltan 30 hojas que pertenecen a las fechas en las que nació Teresa de Jesús. Otro dato importante es que todos sus hermanos nacieron en dicha localidad, e incluso su madre falleció en el lugar. En el centro del pueblo aún existen propiedades —como un palomar que data como mínimo de principios del siglo XV (pendiente de ser declarado bien de interés cultural)— que pertenecieron a su familia y a las que la propia Doctora de la Iglesia alude en alguno de sus escritos.
Gotarrendura fue lugar de paso del cortejo fúnebre de Isabel la Católica, reina de Castilla. Por la localidad pasa actualmente el Camino del Levante, perteneciente al Camino de Santiago Interior.
A mediados del siglo XIX, el lugar tenía contabilizada una población de 170 habitantes. Aparece descrito en el octavo volumen del Diccionario geográfico-estadístico-histórico de España y sus posesiones de Ultramar de Pascual Madoz de la siguiente manera:

GOTARRENDURA: l. con ayunt. de la prov., part. jud. y dióc. de Avila (3 1/2 leg.), aud. terr. de Madrid (19), c. g. de Castilla la Vieja (Valladolid 18 1/2): sit. en un pequeño cerro, le combaten todos los vientos, y su clima es sano; tiene sobre 46 casas, inclusa la de ayunt., taberna, fragua, una fuente de buenas aguas, y una igl. parr. (San Miguel Arcángel), aneja de la de Berlanas, servida por un cura vicario cuya plaza es de entrada, de presentacion de S. M. en los meses apostólicos y del ob. en los ordinarios; en los afueras de la pobl. se encuentra una ermita, y el camposanto en parage que no ofende la salud pública. El térm. confina N. Peñalba; E. el r. Adoja; S. Cardeñosa, y O. Berlanas. Comprende 1,828 fan. de tierra, de las cuales se cultivan 1,771; 35 de primera suerte destinadas á cebada; 713 de segunda á trigo, y 873 de tercera á centeno y algarrobas; hay algun viñedo, varios prados naturales y diferentes huertas; y le atraviesa el r. Berlanas, el que baña al pueblo por O. y desemboca en el Arevalillo; sus aguas se utilizan para el riego de las huertas. El terreno es de mediana calidad. caminos: los que dirigen á los pueblos limítrofes. El correo se recibe de Avila. prod.: trigo, cebada, centeno, algarrobas, garbanzos, algo de vino y frutas: mantiene ganado lanar, vacuno, mular y asnal; cria alguna caza. ind.: la agrícola. comercio: esportacion de los frutos sobrantes á los mercados inmediatos. pobl.: 46 vec., 170 almas. cap. prod.:: 606,500 rs. imp.: 24,260. ind. y fabril: 1,100. contr.: 3,592 rs. y 12 mrs.
(Madoz, 1847, pp. 452-453)

## Demografía
Gotarrendura cuenta con una población de 167 habitantes (INE 2024).
| Gráfica de evolución demográfica de Gotarrendura entre 1842 y 2021                                                    |
| |
| Población de derecho según los censos de población del INE. Población de hecho según los censos de población del INE. |

| 174           | 168 | 189 | 196 | 173 | 159 | 170 | 161 | 161 | 162 | 170 |
| (Fuente: INE) |     |     |     |     |     |     |     |     |     |     |

## Patrimonio

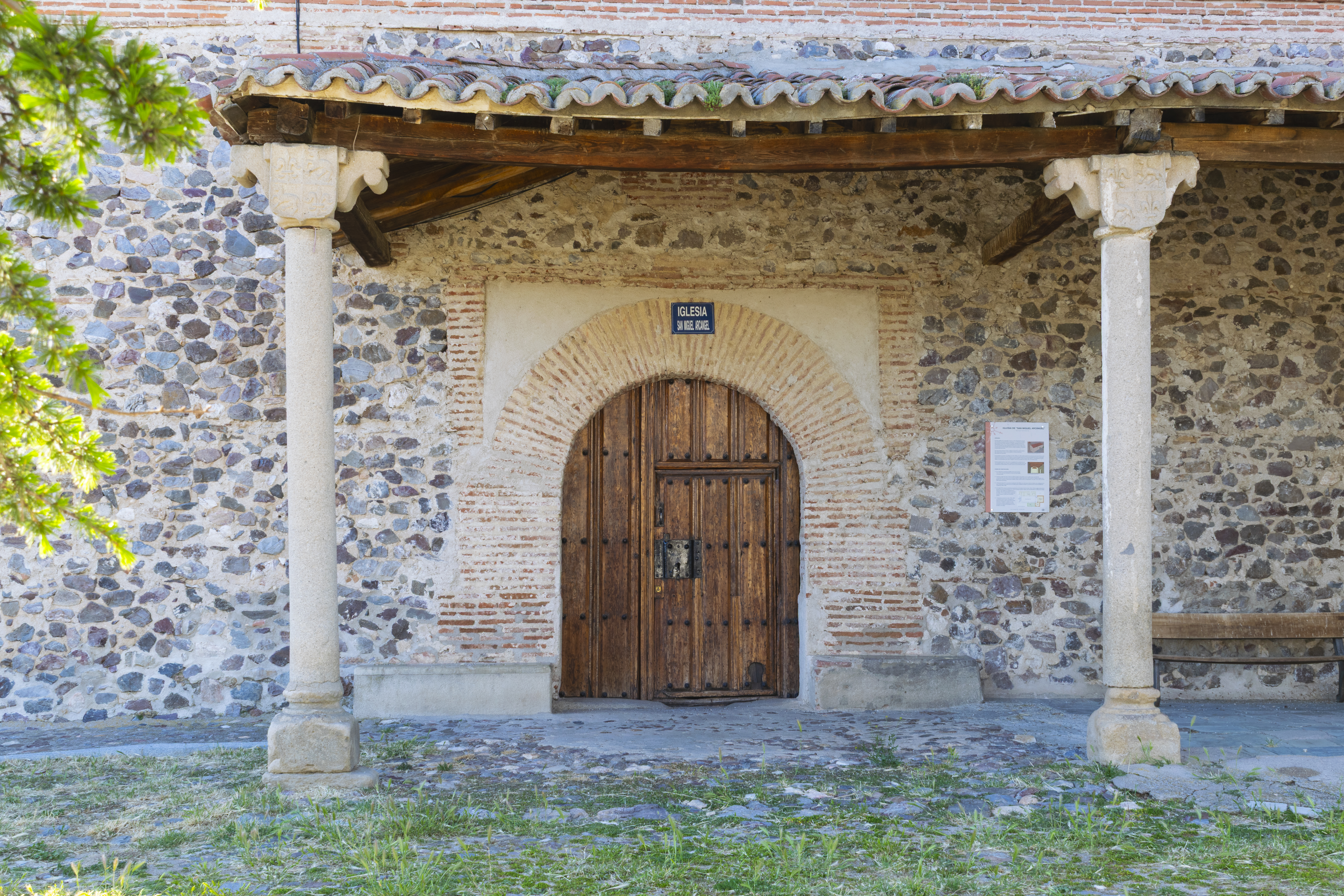
Pórtico de la iglesia de San Miguel Arcángel

Los monumentos principales son la iglesia parroquial de San Miguel Arcángel, del siglo XVII, en la que destaca su retablo barroco, y la ermita de Nuestra Señora de las Nieves. Así mismo, son destacables un palomar que en su tiempo perteneció a Santa Teresa de Jesús, el Museo etnográfico López Berrón
 y la fragua.